# Furalumita
La furalumita és un mineral de la classe dels fosfats, que pertany al grup de la fosfuranilita. Rep el nom pels ions fosfat, uranil i alumini a la seva composició.

## Característiques
La furalumita és un fosfat de fórmula química Al₂(UO₂)₃(PO₄)₃(OH)₂·13H₂O. Va ser aprovada com a espècie vàlida per l'Associació Mineralògica Internacional l'any 1978, sent publicada per primera vegada el 1979. Cristal·litza en el sistema monoclínic.
Segons la classificació de Nickel-Strunz, la furalumita pertany a «08.EC: Uranil fosfats i arsenats, amb relació UO₂:RO₄ = 3:2» juntament amb els següents minerals: françoisita-(Nd), upalita, françoisita-(Ce), arsenuranilita, dewindtita, kivuïta, fosfuranilita, yingjiangita, dumontita, hügelita, metavanmeersscheïta, vanmeersscheïta, arsenovanmeersscheïta, althupita, mundita, furcalita i bergenita.

## Formació i jaciments
Va ser descoberta a la pegmatita Kobokobo, a la localitat de Mwenga (Kivu del Sud, República Democràtica del Congo). També ha estat descrita a Valdeíñigos, a la localitat de Tejeda de Tiétar (Càceres, Espanya) i a la prospecció d'urani de La Creusa, a Les Marécottes (Valais, Suïssa). Aquests tres indrets són els únics de tot el planeta on ha estat descrita aquesta espècie mineral.